# 龙祥街道
龙祥街道是中国广东省汕头市龙湖区下辖的一个街道，面积9.66平方公里，人口约4.2万人，2001年由龙祥、龙津两街道合并而成。

## 行政区划
龙祥街道下辖周厝塭、夏桂埔、洋滨、如龙、泰龙、新兴6个涉农社区和衡山、祥和2个城市性质社区。

## 资料来源
广东省汕头市龙湖区龙祥街道街道概括